# Австралийско пастирско куче
 Австралийско пастирско куче, известно още като австралийски кетълдог, е порода кучета с произход от Австралия.

## История на породата
Тази порода се появява през XIX век. Тя е изкуствено получена в резултат от кръстосването на породи кучета като шотландско мраморносиньо коли, динго и далматинец. В резултат на този експеримент се радваме на тези силни, здрави и красиви кучета. Към момента представителите на породата може и да не са многобройни, но тяхната популярност расте.

## Външен вид
- Размерът на мъжките достига 45 – 55 см, а при женските – 35 – 45 cm.
- Цветове: срещат се в няколко различни кафяви нюанса.
- Мускулатурата е силно развита.
- Козината е със средна дължина и дебелина, и е корава на допир.
- Живеят около 12г
- Раждат по 3 до 6 кученца

## Характер
Австралийските пастирски кучета първо и преди всичко се характеризират със своята устойчивост. Тази порода е създадена като пастирска, но често е използвана като надежден пазач. Тези кучета са безкрайно лоялни към господаря си, те са умни и интелигентни и лесно се поддават на обучение.